# Can Sans (Tossa de Mar)

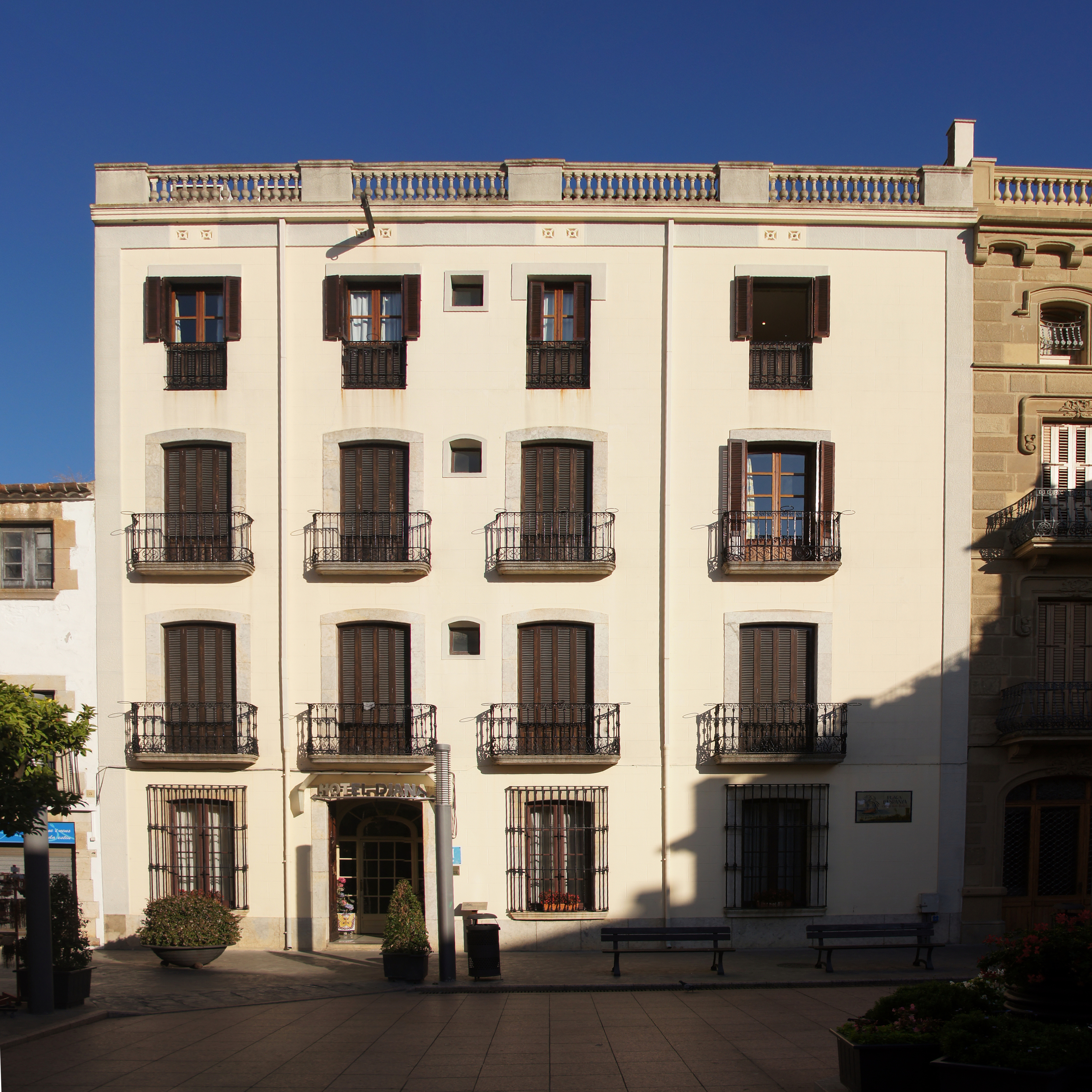
Westfassade

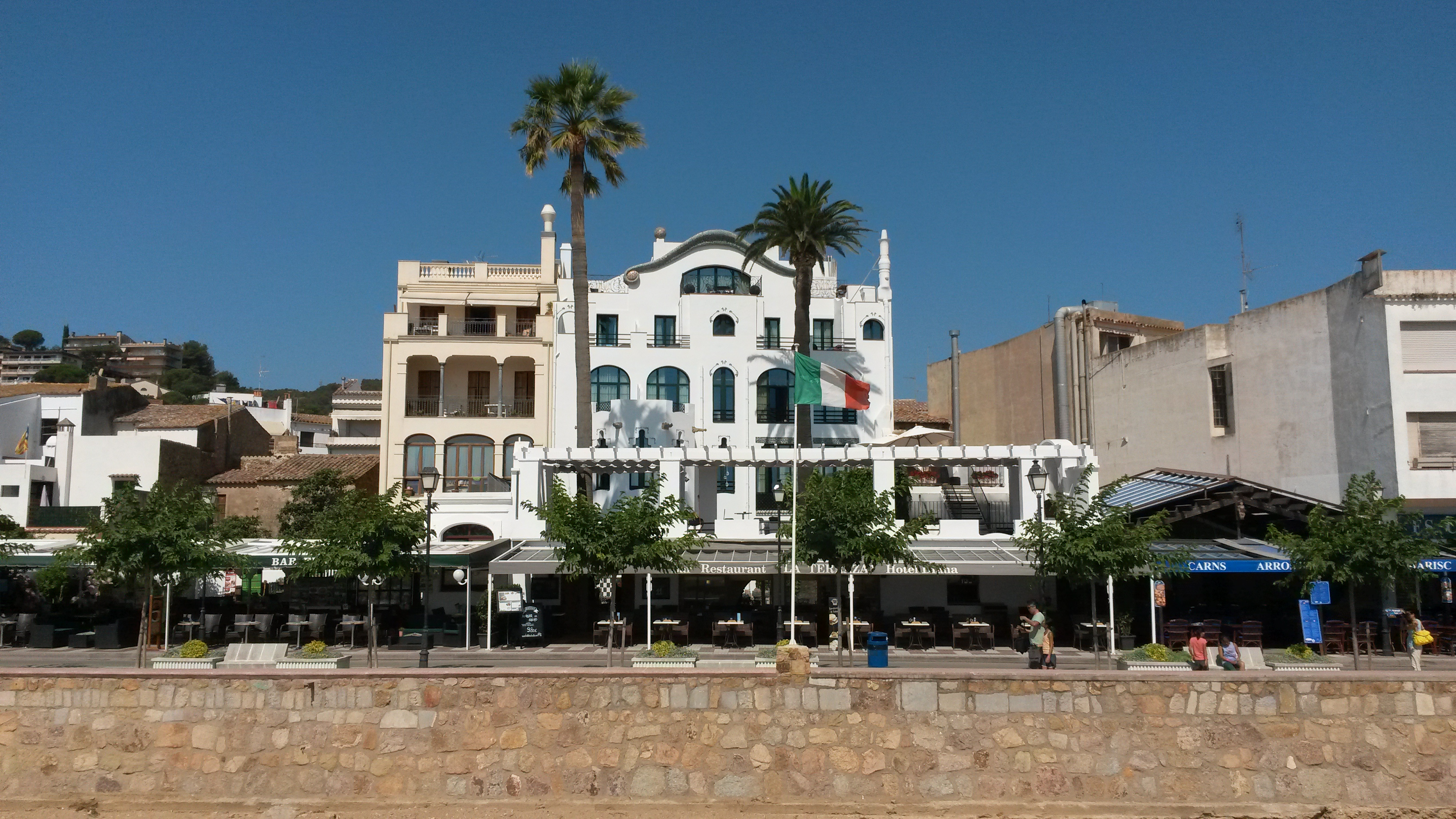
Ostfassade

Can Sans oder Can Moré, heute Hotel Diana ist ein denkmalgeschütztes Gebäude im Stil des Modernisme in Tossa de Mar (Spanien).

## Geschichte
Das Haus wurde 1906 im Auftrag des reichen Kaufmanns Joan Sans Moré in zentraler Strandlage erbaut. Es ersetzte ein verfallenes Fischerhaus. Der Bauherr stammte aus einer Familie von Kork-Händlern und war im Überseehandel mit Kolumbien zu Wohlstand gekommen.
Architekt des Hauses war Antoni de Falguera i Sivilla (1876–1947).
1958 wurde das Haus in ein Hotel mit Restaurant umgebaut und seither als Hotel Diana betrieben.

## Baubeschreibung
Das Gebäude ist auf einem rechteckigen Grundriss angelegt. Die Hauptfassade ist nach Westen, auf den Platz Placa Espanya, ausgerichtet und streng rechteckig im klassizistischen Stil gegliedert. Vier Stockwerke mit einer vierachsigen Fassade ergeben eine nahezu quadratische Front, die den Platz dominiert.
An der Strandseite, an der Passeig Maritim, ist ein großer Hof angelegt, der von zweistöckigen, durchbrochenen Mauern umschlossen ist. Die Ostfassade, hinter dem Hof, ist in modernistischen Stil angelegt und ebenso wie die Westseite verputzt und weiß gestrichen. Auffällig ist das wellenförmige von einem Giebel gekrönte Gesims. Die Fassade ist im deutlichen Gegensatz zur Westfassade asymmetrisch angelegt.
Im Inneren, auf dem Hof und an der Ostfassade finden sich viele modernistische Schmuckelemente, überwiegend in grünen Keramikelementen. Steinerne Wasserspeier, eine durch Balkone, und Bögen gegliederte Fassade und vor allem die modernistischen Elemente des Hofes mit Pflanzen- und Tiermotiven und einem Brunnen machen den architektonischen Reiz des Gebäudes aus.